# Andrea Habsburška
Andrea Habsburška (Andrea Maria von Habsburg-Lothringen), carska princeza i nadvojvotkinja Austrije, titularna kraljevska princeza Ugarske i Češke, nasljedna grofica Neipperga, (30. svibnja 1953.) rođena u Würzburgu u Bavarskoj kao prvo dijete i najstarija kći Otona Habsburškog i njegove supruge princeze Regine Sasko-Meiningenske.

## Udaja i djeca
Udala se za Karla Eugena, nasljednog grofa Neipperga (rođenog 20. listopada 1951.), sina Josefa Huberta, grofa Neipperga (22. srpnja 1918.) i grofice Marije Ledebursko-Wichelnske (5. studenoga 1920. – 14. lipnja 1984.), 9. srpnja 1977. u Pöckingu u Bavarskoj. On je potomak Adama Adalberta Neipperškog.
Njihovo petero djece je:
- grof Maria Philipp Karl Friedrich Hubert Magnus Neipperški (r. 6. rujna 1978.), oženio se za gđu Paulu Wolff (r. 1981.), kćer Lukasa Wolffa i njegove žene rođene kao grofica Ladislaja Eleonore Meranska, 26. travnja 2008. u Salzburgu. Preko svoje majke, Paula je potomak carice Josephine, prve žene Napoleona I. Imaju dvoje djece, Johannu i Stephana[3]
- grof Maria Benedikt Reinhard Michael Alois Leo Neipperški (r. 11. travnja 1980)
- grof Maria Dominik Georg Christoph Johannes Pantaleon Neipperški (r. 27. srpnja 1981)
- grofica Maria Hemma Nathalie Sophie Franziska Georgine Neipperška (r. 11. listopada 1983)
- grofica Maria Katharina Franziska Monika Elisabeth Neipperška (r. 3. travnja 1986)

## Vanjske poveznice
- Austrijska carska obitelj